# Мельники (Старовыжевская поселковая община)
Мельники (укр. Мельники) — село в Старовыжевской поселковой общине Ковельского района Волынской области Украины.
До 2020 года входило в Старовыжевский район.
Код КОАТУУ — 0725055102. Население по переписи 2001 года составляет 57 человек. Почтовый индекс — 44400. Телефонный код — 3346. Занимает площадь 0,763 км².